# Střízlík kaktusový
Střízlík kaktusový (Campylorhynchus brunneicapillus) je druh střízlíka endemický pro pouštní oblasti ve středním Mexiku a v oblasti pohraničí mezi Mexikem a Spojenými státy americkými.
Má délku 18 až 19 centimetrů a ve Spojených státech amerických je tak největším druhem střízlíka (celosvětově jsou největšími střízlík velký a střízlík kolumbijský). Jeho váha je 33,4 až 46,9 gramu. Je převážně hnědobílý, přičemž svrchu převažuje hnědá s bílými skvrnami, zatímco břicho je do bíla s hnědými skvrnami. Zobák i čepičku má hnědé, ale má výrazný bílý nadoční proužek.
Je symbolickým státním ptákem Arizony.

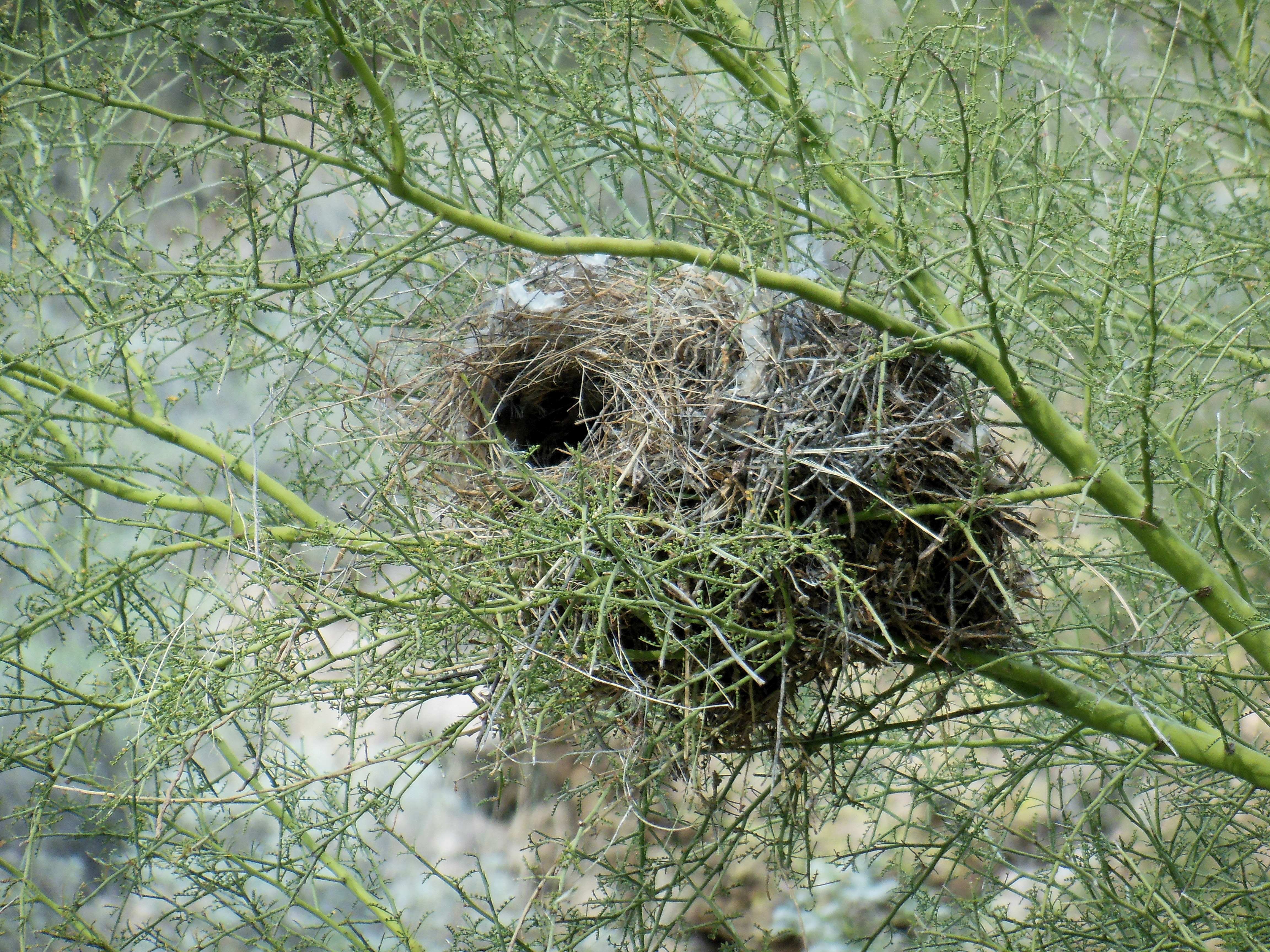
Hnízdo střízlíka kaktusového
- Střízlík kaktusový – video